# درزبندی

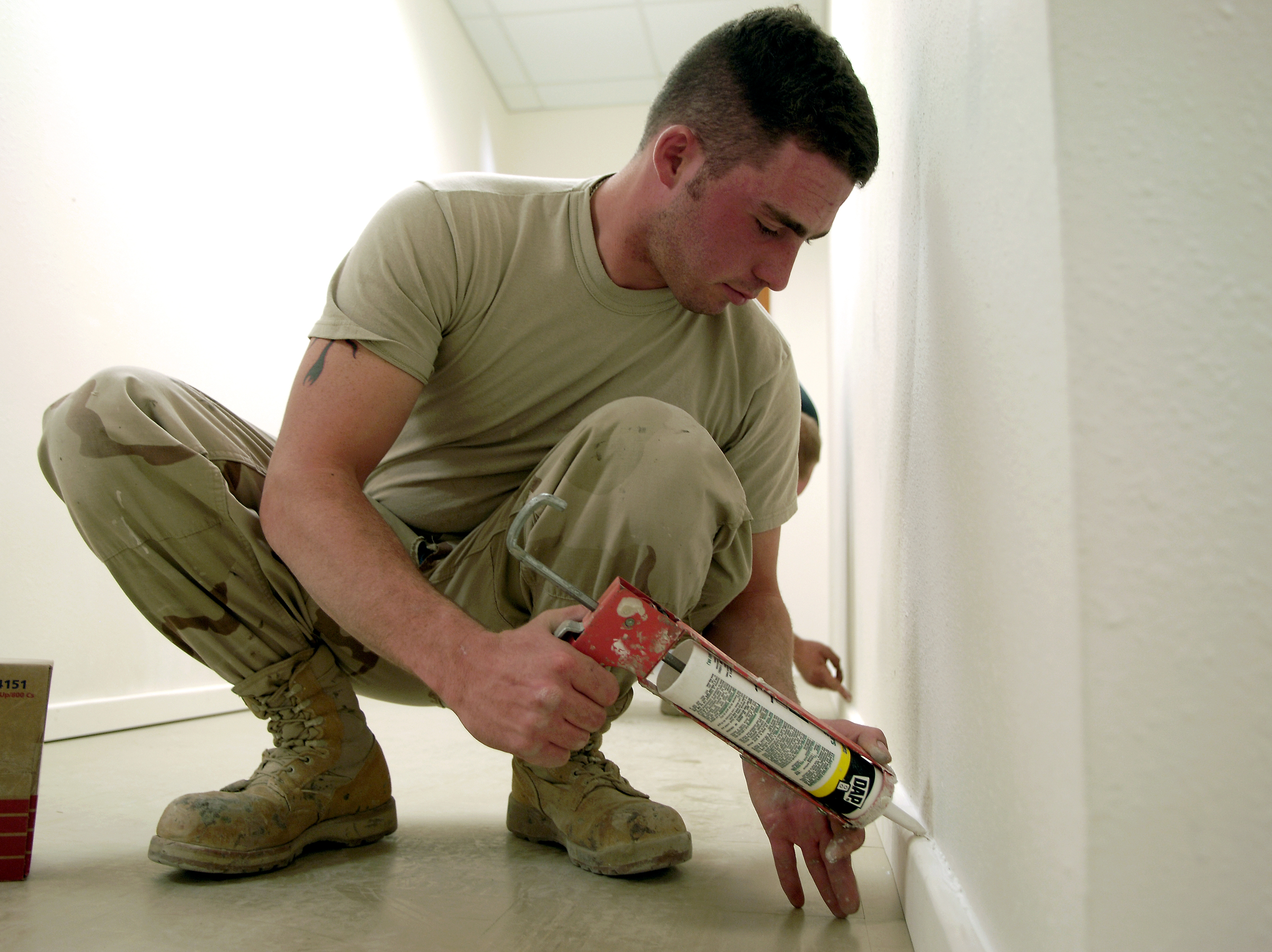
مردی که با درزگیر تپانچه‌ای، تخته قرنیز را درزبندی می‌کند.

آب‌بند کردن درزها و مفصل‌ها در برابر نشت در سازه و لوله‌کشی‌های مختلف را دَرزبَندی یا درزگیری می‌گویند.
قدیمی‌ترین شکل درزگیری شامل مواد الیافی بود که در درزهای گوه‌ای‌شکل بین تخته‌های قایق‌ها یا کشتی‌های چوبی رانده می‌شدند. لوله‌های فاضلاب چدنی قبلاً به روشی مشابه درزبندی می‌شدند. درزهای پرچ شده در کشتی‌ها و دیگ‌های بخار قبلا با چکش زدن فلز مهر و موم می‌شدند.
ترکیبات درزبندی امروزی ترکیبات آب‌بند انعطاف‌پذیری هستند که برای بستن شکاف‌های ساختمان‌ها و سایر سازه‌ها در برابر آب، هوا، گرد و غبار، حشرات یا برای جلوگیری از آتش‌سوزی استفاده می‌شوند. در صنعت تونل‌سازی، درزبندی عبارت است از آب‌بندی اتصالات در تونل‌های بتنی پیش‌ساخته قطعه‌دار، معمولاً با استفاده از بتن.
برای استفاده انبوه، درزگیر معمولاً با خشاب‌های یکبار مصرف توزیع می‌شود که یک مقوای استوانه‌ای سفت یا لوله‌های پلاستیکی با نوک تراوش ماده در یک انتها و یک پیستون متحرک در انتهای دیگر آن است. این‌ها در درزگیرهای تپانچه‌ای‎ استفاده می‌شوند که معمولاً دارای یک ماشه متصل به میله‌ای است که پیستون را فشار می‌دهد و دارای یک چرخ جغجغه برای جلوگیری از واکنش متقابل است. میله فشار نیز ممکن است توسط یک موتور یا هوای فشرده فعال شود. سازوکارهای مشابهی برای اسلحه گریس استفاده می‌شود.‎
برای کاربردهای کوچکتر، درزگیری ممکن است در لوله‌های فشاری توزیع شود.

## کاربردهای تاریخی

### کشتی‌سازی چوبی
درزبندی سنتی در شناورهای چوبی با استفاده از الیاف پنبه و کنف خیس‌خورده در قیر و قطران انجام می‌شد. این الیاف با یک پتک درزبندی و یک ابزار اسکنه‌مانند به نام قلم درزکوبی به درز گوه‌ای‌شکل بین تخته‌ها رانده می‌شدند. سپس روی درزبندی با بتونه یا قیر پوشانده می‌شد. کسانی که این کار را انجام می‌دادند، به عنوان درزگیر معروف بودند. در کتاب مقدس عبری، حزقیال نبی از درزبندی کشتی‌ها به عنوان یک مهارت تخصصی یاد می‌کند.

امروزه به جای طناب‌ها و کنف‌های قیراندود و پنبه از مواد ویژه درزگیر دریایی استفاده می‌شود.

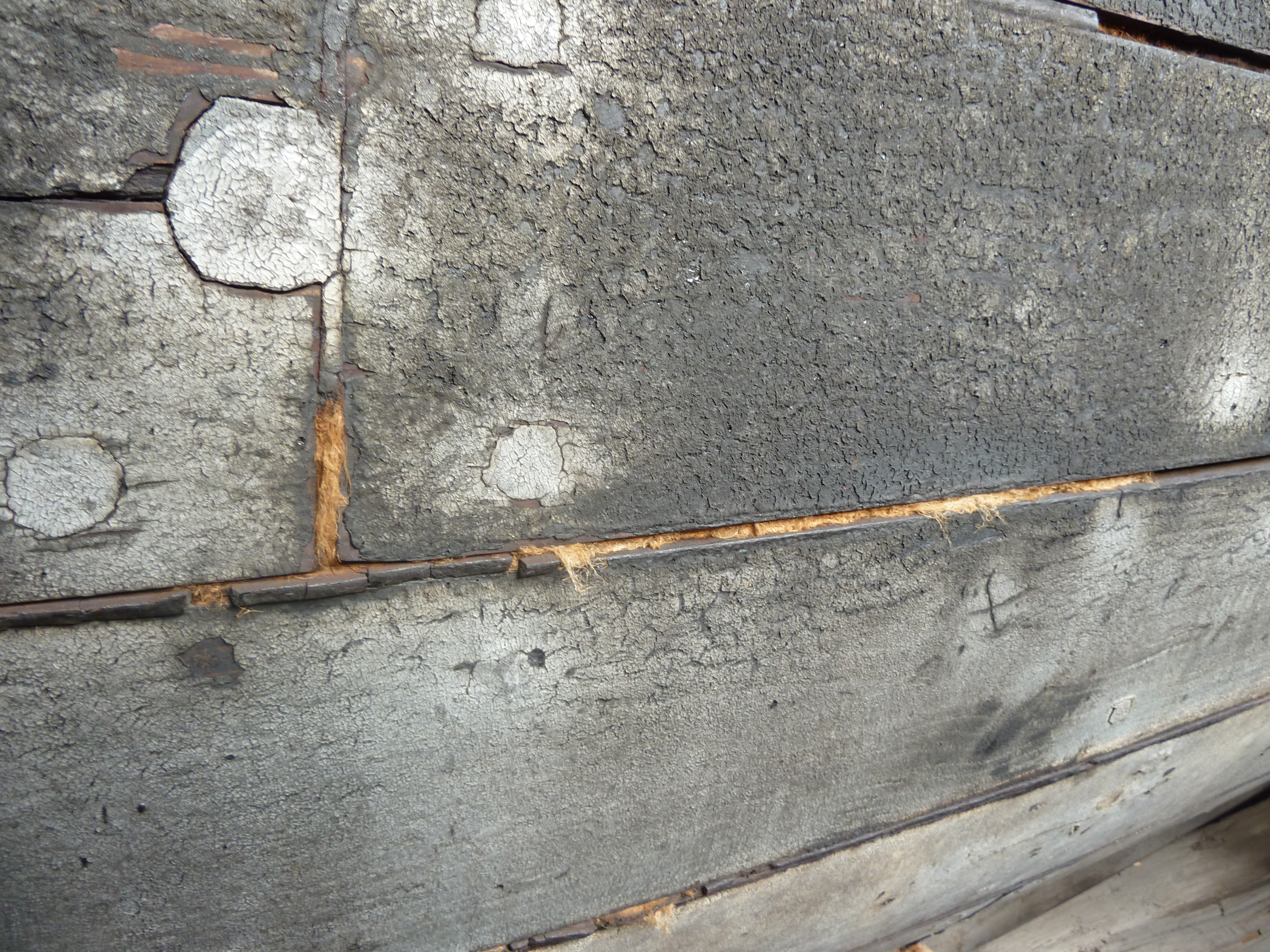
درزبندی خشک شده یک کشتی قدیمی انگلیسی
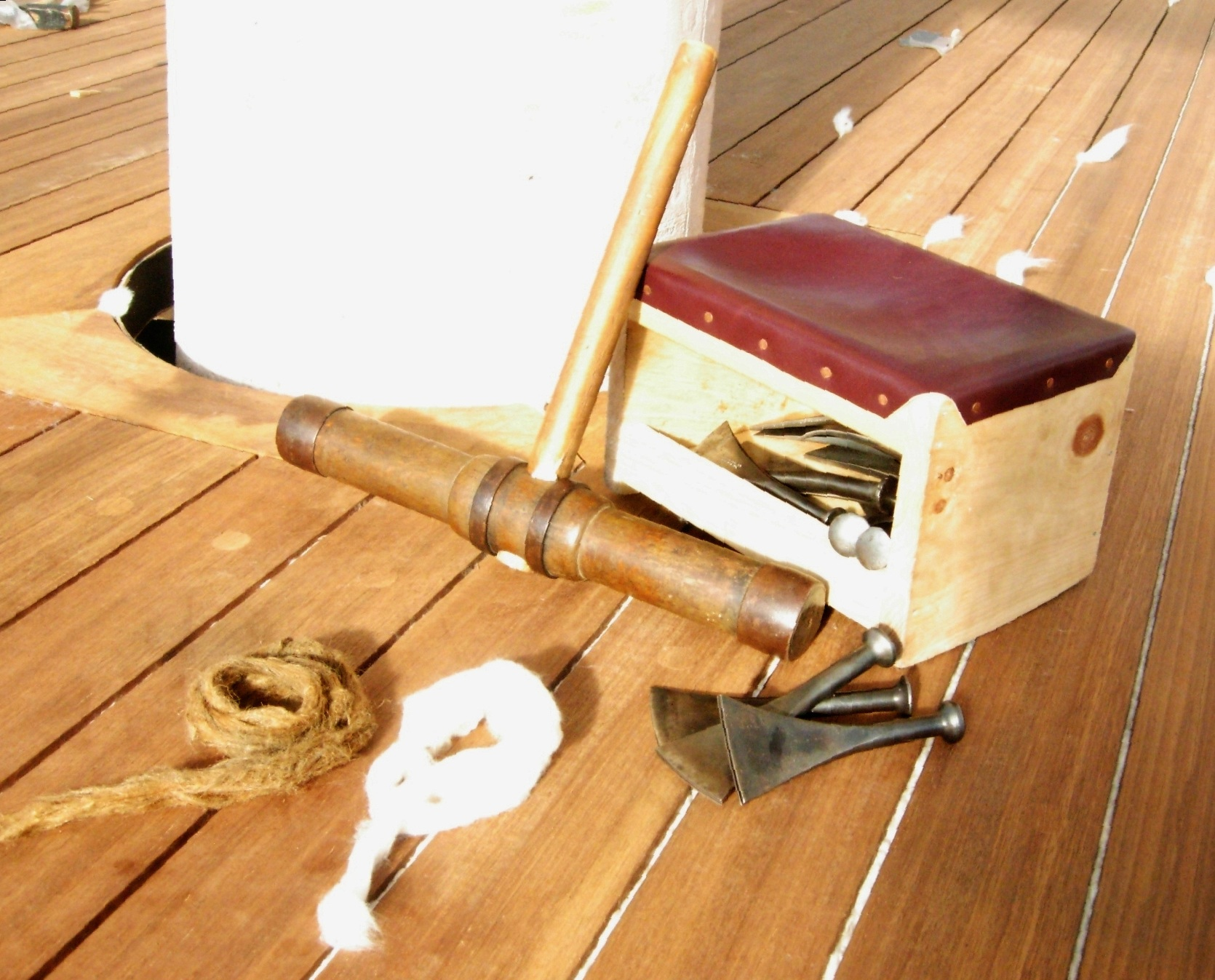
ابزار درزبندی سنتی کشتی‌های چوبی: پتک درزبندی، صندلی درزبند، اسکنه‌های آهنی، پنبه و کنف قیراندود.
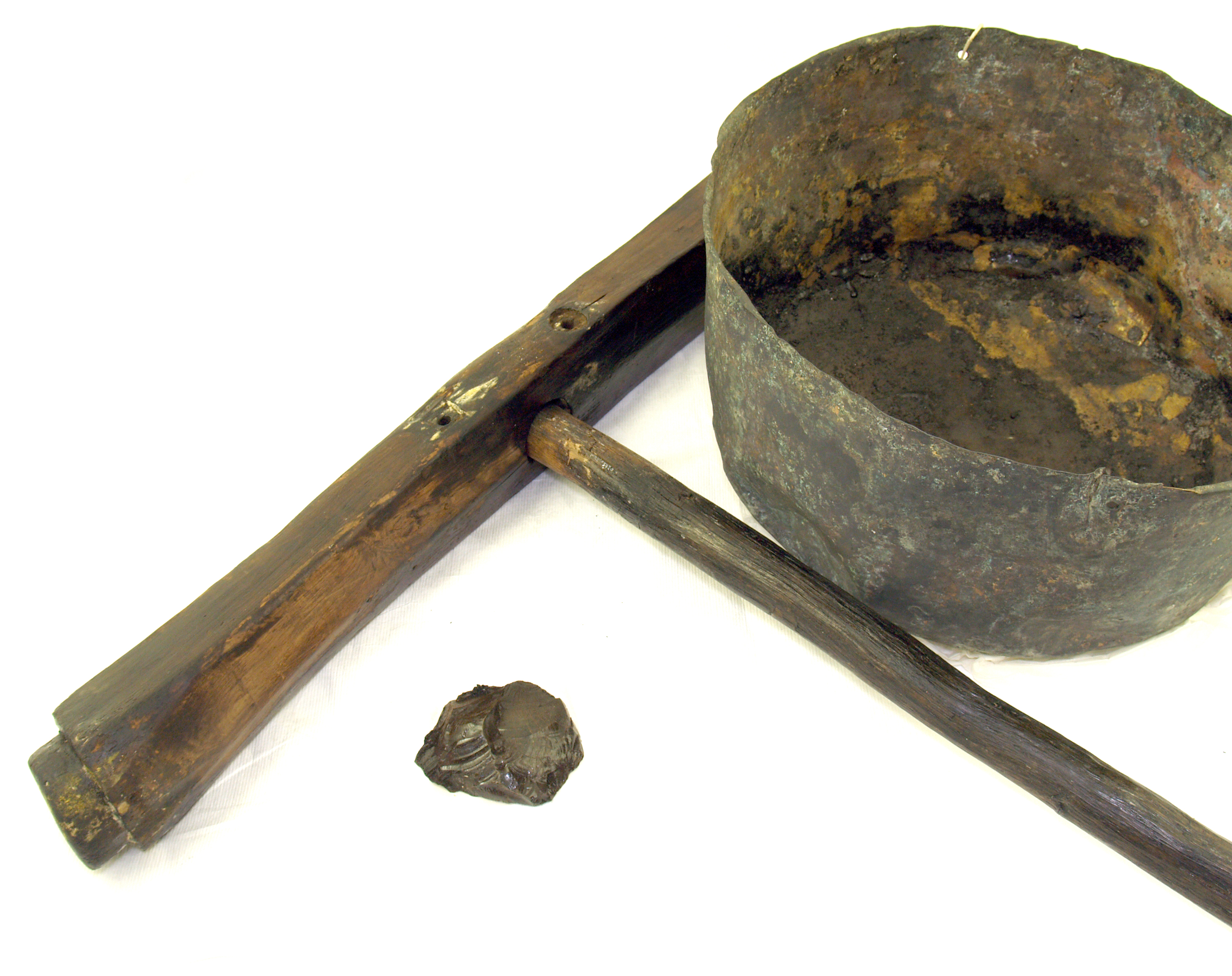
پتک درزبندی، تشت قیر و یک قطعه از سنگ قیر پیدا شده در کشتی انگلیسی مری رز، سده شانزدهم